# George Wallington
George Wallington (* 27. Oktober 1924 in Palermo, Sizilien als Giacinto Figlia; † 15. Februar 1993 in  Cape Coral, Miami) war ein US-amerikanischer Pianist und Komponist des Modern Jazz. Trotz stilistischer Ähnlichkeit mit Bud Powell entwickelte er seine Spielweise unabhängig.

## Leben und Wirken
Wallingtons Familie migrierte ein Jahr nach seiner Geburt in die USA, wo er von seinem Vater schon früh Gesangsunterricht erhielt und im Solfeggio trainiert wurde. Wallington spielte sechsjährig Violine und Mandoline und mit neun Jahren Klavier.
Er wurde 1940 Berufsmusiker. Bald spielte er im Quintett von Dizzy Gillespie und Oscar Pettiford in Onyx Club (Winter 1943–44); er war der erste Pianist, der Bebop in den Jazzclubs der 52nd Street spielte. Anschließend spielte er bis 1953 mit Joe Marsala, Charlie Parker, Serge Chaloff, Allen Eager, Stan Getz, Terry Gibbs, Brew Moore, Al Cohn, Gerry Mulligan, Zoot Sims, Red Rodney und Lionel Hampton. Er nahm mit eigenen Trios Platten für Savoy und für Blue Note auf. Zwischen 1954 und 1960 leitete er Bands in New York, zu denen Musiker wie Donald Byrd, Jackie McLean und Phil Woods gehörten; mit diesen nahm er Platten für Prestige und Atlantic auf. 1960 zog er sich aus dem Musikleben zurück, um im Belüftungsunternehmen der Familie zu arbeiten. 1983 kehrte er noch einmal auf die Szene zurück, um einige Alben aufzunehmen und Konzerte in Japan und den USA zu geben.
Zu Wallingtons bekanntesten Kompositionen gehören die Standards Lemon Drop und Godchild. Ferner komponierte er mit Buddy Goodman die Titel Way of There und My April Heart.

## Diskographie (Auswahl)
- The George Wallington Trio (Savoy, 1949–51) mit Kai Winding, Gerry Mulligan, Max Roach
- The George Wallingon Trios (OJC, 1952–53) mit Charles Mingus, Oscar Pettiford, Max Roach, Curly Russell
- Trios (RCA Vogue, 1954) mit Pierre Michelot
- Live At The Café Bohemia (OJC, 1955) mit Donald Byrd, Jackie McLean
- Jazz For The Carriage Trade (OJC, 1956) mit Phil Woods
- The New York Scene (OJC, 1957)
- Jazz At Hotchkiss (Savoy, 1957) mit Donald Byrd, Phil Woods
- The Pleasure Of A Jazz Inspiration (VSOP, 1985) piano solo

Als Sideman
- Serge Chaloff: We the People Bop (Cool & Blue, 1946–49)
- Al Cohn: Cohn’s Tones (Savoy, 1950, 1954)
- Stan Getz: Early Getz (OJC, 1949–53)
- Gerry Mulligan: Mulligan Plays Mulligan (OJC, 1951)
- Annie Ross: Annie Ross Sings (OJC, 1952)
- Lionel Hampton: Oh! Rock (Natasha, 1953)
- Bobby Jaspar: Bobby Jaspar with George Walligton, Idrees Sulieman (OJC, 1957)

## Lexikalische Einträge
- Richard Cook: Jazz Encyclopedia. London 2007 ISBN 978-0-141-02646-6
- Richard Cook, Brian Morton: The Penguin Guide of Jazz on CD. 6. Auflage. Penguin, London 2002, ISBN 0-14-051521-6.
- Leonard Feather, Ira Gitler: The Biographical Encyclopedia of Jazz. Oxford University Press, New York 1999, ISBN 0-19-532000-X.